# Marie Popelin

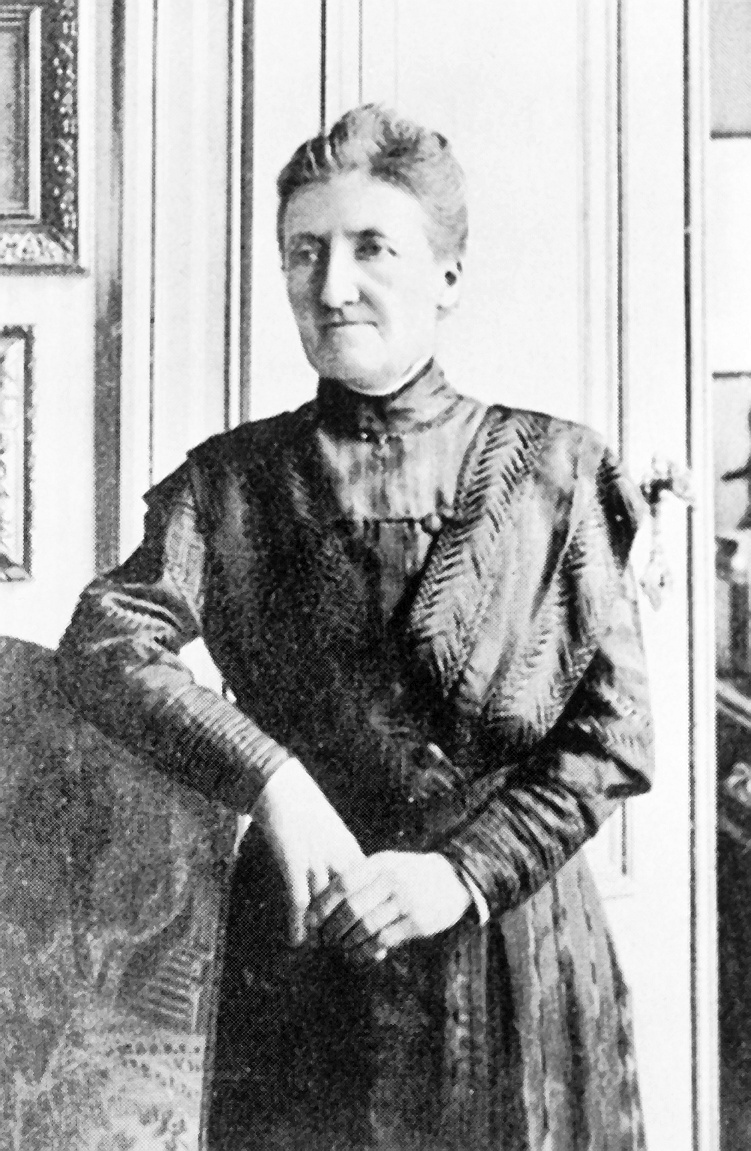
Marie Popelin, voortrekster van de vrouwenrechten.

Marie Popelin (Schaarbeek, 16 december 1846 - Brussel, 5 juni 1913) was een Belgische voortrekster van de vrouwenrechten. Zij vocht met Isabelle Gatti de Gamond voor het onderwijs voor meisjes en werd zelf de eerste vrouwelijke doctor in de rechten.

## Biografie
Popelin komt uit een burgerlijke familie: een van haar broers was arts, een andere was officier in het Belgische leger in Congo. Haar zus Louise zou als eerste Belgische vrouw het diploma van apothekeres halen. Ze had een nichtje, Magdeleine, die als landschapsschilder wat succes zou kennen in Parijs.
Marie Popelin studeerde in Brussel aan de lagere middenschool. In 1867 vraagt Isabelle Gatti de Gamond haar om les te geven in de nieuwe meisjesschool die zij in 1864 had opgericht. Marie Popelin neemt in 1875 ontslag na spanningen met de directrice. In oktober 1875 leidt zij in Bergen een nieuwe lagere meisjesschool en voert daar samen met haar zus Louise het model van Gatti de Gamond in. In 1882 vraagt ze haar overplaatsing naar de middenschool van Laken, maar wordt een jaar later om administratieve redenen uit haar directiefunctie ontheven en ter beschikking gesteld.
Popelin besluit vervolgens op 37-jarige leeftijd, in 1883, haar rechtenstudie aan te vatten aan de Université libre de Bruxelles. Als eerste afgestudeerde vrouw vroeg zij in 1888 toegang tot het beroep van advocaat aan de balie van Brussel. Het hof van beroep verwierp haar verzoek op 12 december 1888 met argumenten over de natuur van de vrouw en haar sociale rol. Het Hof van Beroep in Brussel oordeelde als volgt:
"(...) Attendu que la nature particulière de la femme, la faiblesse relative de sa constitution, la réserve inhérente à son sexe, la protection qui lui est nécessaire, sa mission spéciale dans l'humanité, les exigences et les sujétions de la maternité, l'éducation qu'elle doit à ses enfants, la direction du ménage et du foyer domestique confiée à ses soins la placent dans des conditions peu conciliables avec les devoirs de la profession d'avocat et ne lui donnent ni les loisirs, ni la force, ni les aptitudes nécessaires aux luttes et aux fatigues du barreau (...).
Haar cassatieberoep werd een jaar later afgewezen met het argument dat, als vrouwen vrije beroepen wilden uitoefenen, de wetgever dit dan maar moest regelen. De zaak-Popelin kreeg grote bekendheid en was een belangrijk moment in de bewustwording van het feminisme.
In 1892 stichtte Popelin de Ligue belge du droit des femmes (Belgische Liga voor Vrouwenrechten) samen met onder andere Isala Van Diest, de eerste Belgische vrouwelijke arts. Het door haar in 1897 in Brussel georganiseerde Internationaal Feministisch Congres vond vooral bijval in het buitenland. In 1905 stichtte zij de Belgische antenne van de Conseil international des femmes, de nog altijd bestaande Nationale Vrouwenraad.
Marie Popelin stierf na een korte ziekte. Ze werd in intieme kring begraven. Haar graf bevindt zich op het kerkhof van Laken.

## Marie Popelinprijs
De Nederlandstalige Vrouwenraad reikt om de vijf jaar de Marie Popelinprijs uit aan een vrouw die zich verdienstelijk heeft gemaakt in de strijd voor gelijkberechtiging en emancipatie van de vrouw. Laureaten zijn:

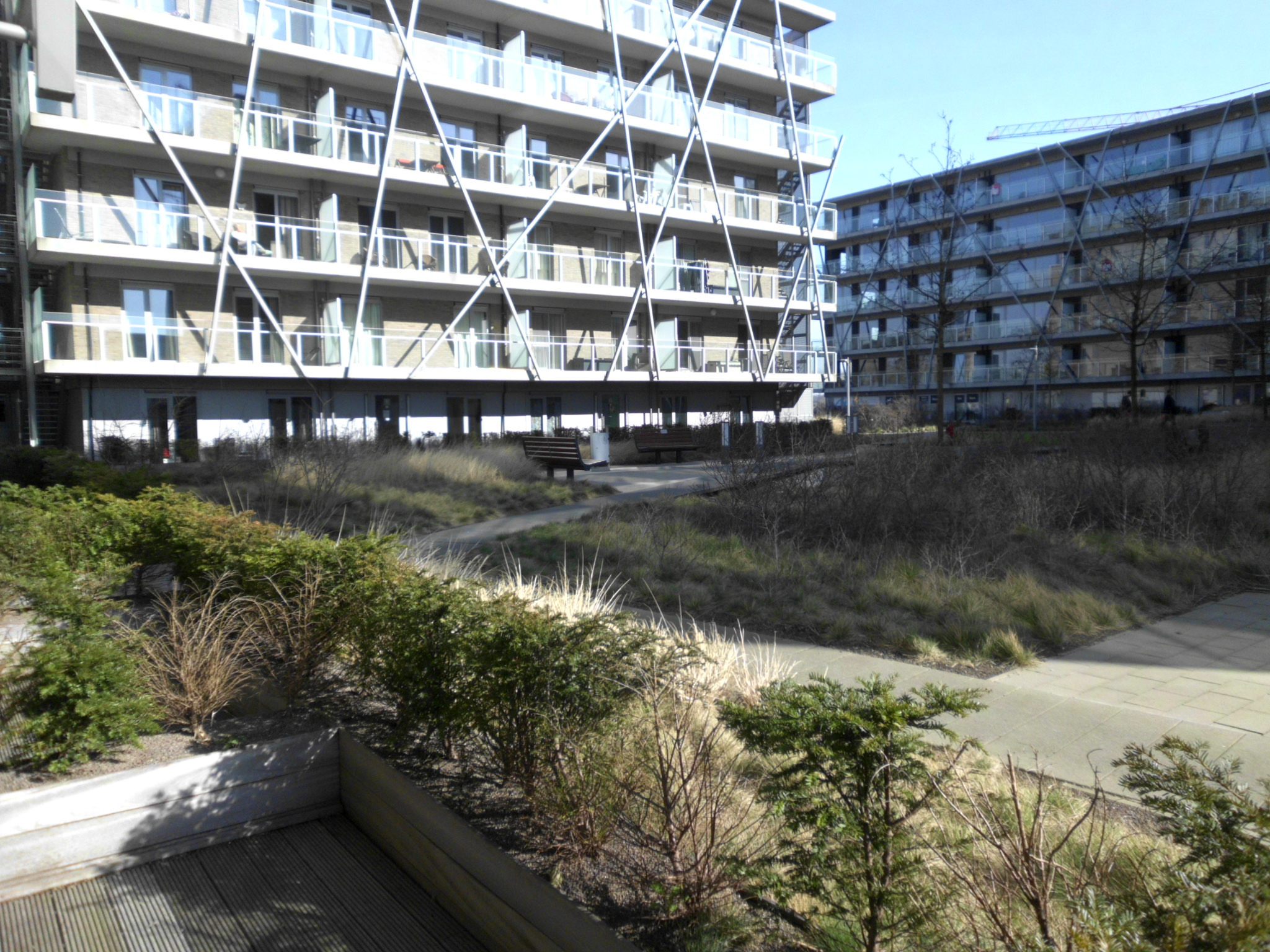
Marie Popelinplantsoen in Brugge

- Rita Mulier (1981)
- Renée Van Mechelen (1986)
- Paula D'Hondt (ca. 1990)
- Lily Boeykens (1995)
- Helima Guerra (2000)
- Miet Smet (2005)
- Anita Purnal (2010)
- Marleen Temmerman (2016)
- Ines Keygnaert (2021)

## Eerbetoon
- Marie Popelin staat samen met Isala Van Diest op het Belgische muntstuk van 2 euro dat in 2011 werd geslagen ter gelegenheid van de honderdste verjaardag van de eerste vrouwendag in België.[3]
- Op 14 september 1998 gaf de gemeenteraad van Hasselt de naam Marie Popelinstraat aan de verbindingsweg tussen de Kerkhofstraat en de Sint-Truidersteenweg.
- In juni 2010 besliste men in Sint-Truiden om een straat in een nieuwe verkaveling in Velm de Marie Popelinstraat te noemen.
- De Brugse gemeenteraad gaf op 2 september 2008 de naam Marie Popelinplantsoen aan een plein in een nieuw geplande wijk Groen Brugge, naast het station van Brugge.
- In Brussel ligt de Marie Popelinstraat ten noorden van het Rogierplein, op het grondgebied van Sint-Joost-ten-Node.
- In Ledeberg is er de Marie Popelinkaai.
- In het Federaal parlement is een vergaderzaal naar haar vernoemd.
- In haar strijd kreeg Marie Popelin steun door de publicaties van de Brusselse advocaat Louis Franck (1864-1917).
- In 2013 wordt in Merelbeke het Popelin Lyceum opgericht, een secundaire school met plaats voor ASO, TSO en BSO.
- In 2019 wordt in Evere een duurzame en energiezuinige Marie Popelinschool opgericht met plaats voor 450 leerlingen.